# Malawi nos Jogos Olímpicos de Verão de 2004
Malawi competiu nos Jogos Olímpicos de Verão de 2004, em Atenas, na Grécia.